# Broken Barricades
Broken Barricades studijski je album britanskog rock sastava Procol Haruma koji izlazi 1971.g. Gitarista Robin Trower, nakon snimanja albumu napušta sastav i odlazi u solo karijeru.

## Popis pjesama
1. "Simple Sister"
2. "Broken Barricades"
3. "Memorial Drive"
4. "Luskus Delph"
5. "Power Failure"
6. "Song for a Dreamer"
7. "Playmate of the Mouth"
8. "Poor Mohammed"

## Izvođači
- Chris Copping - orgulje, bas-gitara
- B.J. Wilson - bubnjevi
- Robin Trower - gitara
- Gary Brooker - pianino,sintisajzer, vokal
- Keith Reid - tekst

## Vanjske poveznice
- ProcolHarum.com - Detalji o albumu na službenim internet stranicama Procol Haruma